# Campaña Qin contra las tribus Yue
La Campaña de Qin contra las tribus Yue fue una campaña militar bajo el mandato del emperador Qin Shi Huang, que anhelaba los recursos del Baiyue y envió cinco sucesivas expediciones militares entre el 221 y el 224 a. C. cuando consiguió vencer al estado Yue, en la provincia de Zhejiang.
Como el comercio era una importante fuente de riqueza para las tribus Yue de la costa de China, al sur del río Yangtze atrajo la atención del emperador Qin Shi Huang para emprender una serie de campañas militares para conquistarlo. Atraído por su clima templado, campos fértiles y relativa seguridad de las facciones en guerra del oeste y noroeste, la riqueza y el acceso a productos tropicales de lujo del sudeste asiático motivaron al Primer Emperador a enviar un ejército para dominar los reinos de Yue.

## Antecedentes

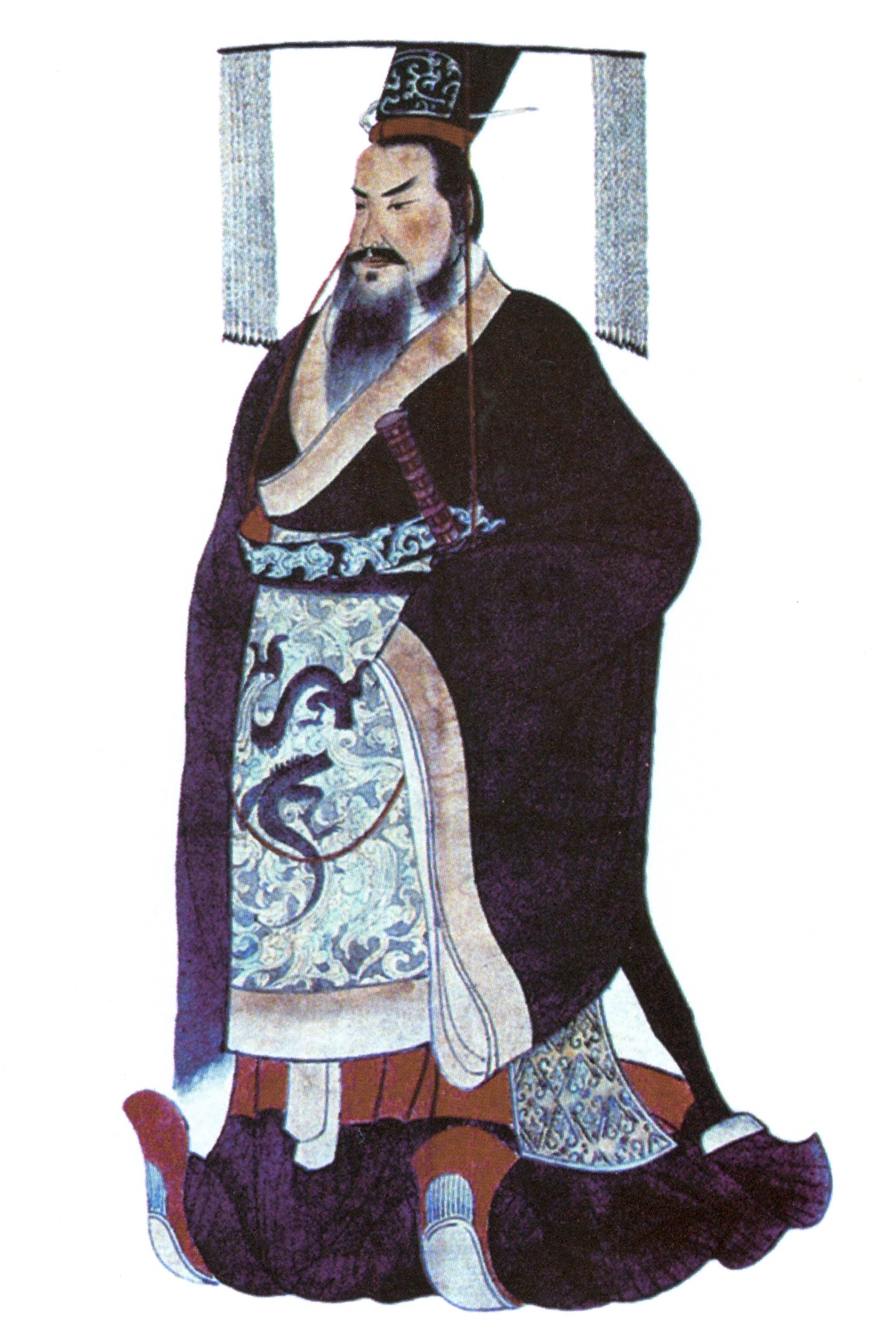
El emperador Qin Shi Huang de la dinastía Qin envió fuerzas militares contra el Baiyue en 214 a. C.

Después de que Qin Shi Huang derrotó al estado de Chu en el 223 a. C., la naciente dinastía Qin en el 214 a. C. emprendió una campaña militar contra el Baiyue en Lingnan para conquistar los territorios de lo que ahora es el sur de China y el norte de Vietnam.  El emperador ordenó a sus ejércitos avanzar hacia el sur en cinco columnas para conquistar y anexar los territorios de Yue al imperio de Qin. Motivado por la vasta tierra de la región y sus valiosos productos exóticos, el emperador Qin Shi Huang aseguró sus límites al norte con una fracción de su gran ejército, y envió a la mayoría al sur para apoderarse de la tierra y beneficiarse de ella mientras intentaba someter a las tribus Yue de las provincias del sur. El Ouyue tribus del Baiyue en el sur de Zhejiang y el Minyue en la provincia de Fujian pronto se convirtieron en vasallos del imperio Qin.  Los ejércitos de Qin enfrentaron una feroz resistencia del Nanyue en Guangdong y Guangxi. En ese momento, el sur de China era conocido por su gran tierra fértil, colmillos de elefante, cuernos de rinoceronte, plumas de martín pescador, marfil, perlas y producción de jade.  Antes de los eventos que condujeron al dominio de Qin sobre China, el Baiyue se había apoderado de gran parte de Sichuan, al suroeste. El ejército Qin no estaba familiarizado con el terreno selvático, y fue derrotado y casi aniquilado por las tácticas de guerra de guerrillas de las tribus Yue del sur, el comandante Qin murió mientras sufría bajas de más de 10.000 hombres. A pesar de estas pérdidas, el gobierno central imperial comenzó a promover una serie de políticas para asimilar a las minorías étnicas de Yue a través de la sinización.

### Canal Lingqu

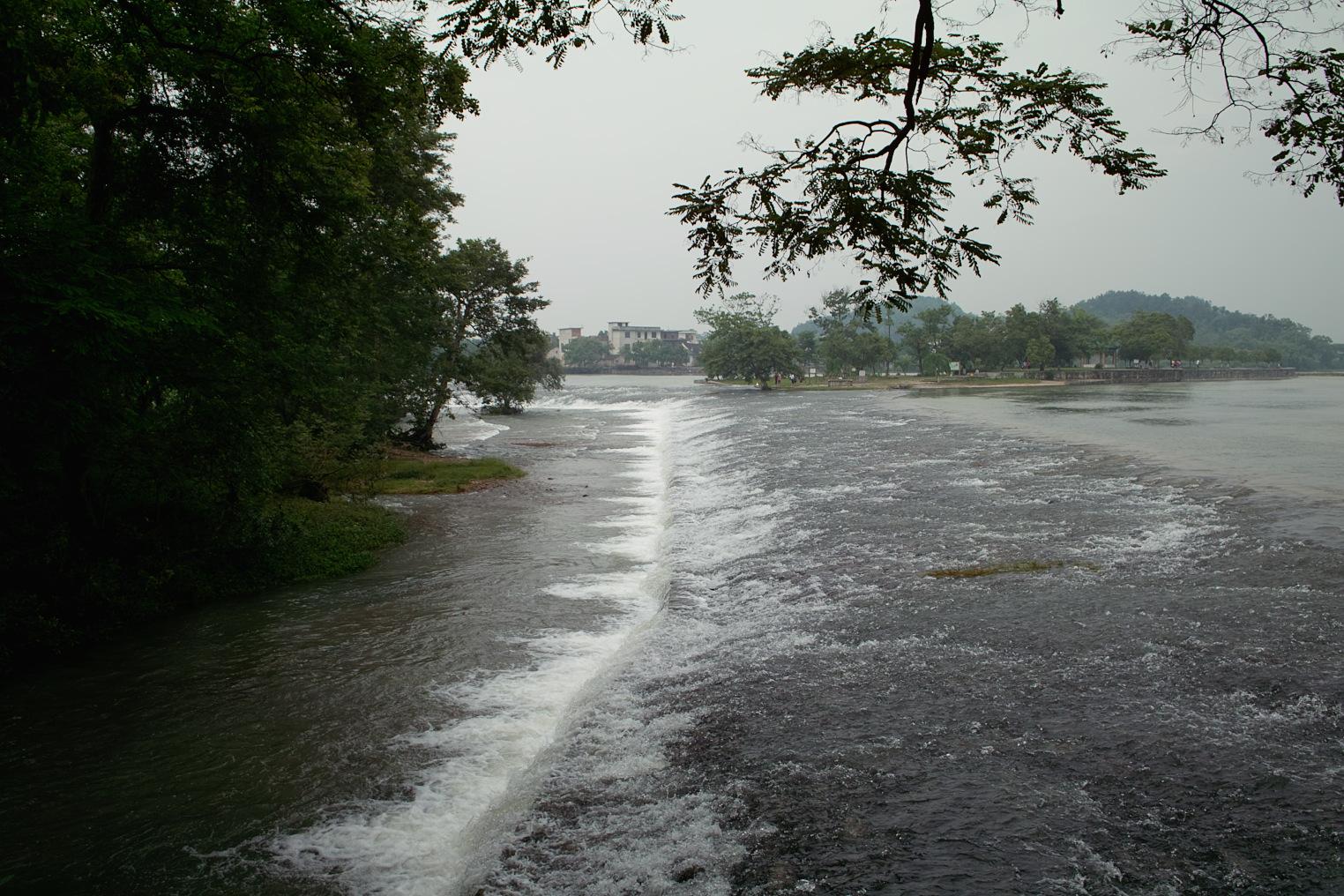
El canal Lingqu.

El imperio de Qin logró construir el canal Lingqu al sur, que utilizaron para suministrar y para reforzar a sus tropas durante un segundo ataque al sur. El canal de Lingqu conectó las cabeceras del río Xiang en la cuenca del Yangtsé con el río Li que desemboca en la cuenca del río Xi. Los Qin habían extendido la construcción de canales hacia la costa sur con el fin de beneficiarse del comercio marítimo internacional procedente de Nanhai y el Océano Índico.  Nanhai fue una atracción estratégica para los Qin ya que proporcionó una apertura sobresaliente para el comercio marítimo con el sudeste asiático, el subcontinente indio, el Cercano Oriente y el Mediterráneo europeo romano. El canal facilitó el transporte de suministros militares a las tropas y prisioneros de Qin a la región de Lingnan para asegurar y expandir las fronteras de Qin.

### Victoria de Qin sobre las tribus Yue

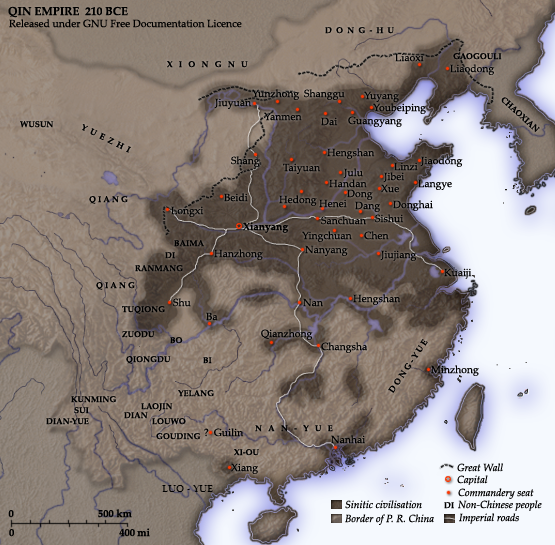
Territorios de la Dinastía Qin al sur del río Yangtze circa del 210 a. C.

Con el armamento superior de Qin y la organización militar disciplinada de su ejército, las fuerzas de Qin finalmente prevalecerían sobre las tribus de Yue. En el 214 a. C., Guangdong, Guangxi y el norte de Vietnam fueron subyugados y anexados al imperio de Qin. Aprovechando estos logros, los ejércitos de Qin conquistaron las tierras costeras que rodean Guangzhou y tomaron áreas de Fuzhou y Guilin. Los territorios anexados fueron divididos y administrados en las nuevas tres prefecturas del imperio Qin. Partidos en cuatro territorios, cada uno con su propio gobernador y guarnición militar, estas tierras costeras se convirtieron en el epicentro comercial de la actividad marítima china y el comercio exterior internacional. Durante este tiempo, Guangdong era una región fronteriza semitropical muy subdesarrollada y primitiva de bosques, selvas y pantanos habitados por elefantes y cocodrilos. Al cese de la guerra de Yue en Lingnan, Qin Shi Huang comenzó sus esfuerzos por sintetizar a los habitantes originales. Utilizó civiles y delincuentes condenados como herramientas coloniales para los territorios de Yue al establecer varias comunidades agrícolas como puestos coloniales. Impuso la sinización al importar a los colonos chinos Han para desplazar, debilitar y finalmente eliminar la cultura Yue indígena y el sentido de la conciencia étnica de Yue para evitar el nacionalismo que potencialmente podría llevar al deseo de estados independientes. Además de promover la inmigración, Qin Shi Huang impuso el uso de la escritura escrita y lenguaje en chino Han que reemplazó el sistema de escritura indígena proto-Yue. Para ejercer un control todavía mayor para sinicizar y desplazar al Yue indígena, Qin Shi Huang forzó el asentamiento de miles de inmigrantes chinos Han, muchos de los cuales eran delincuentes convictos y exiliados que se mudaron del norte de China para asentarse en los dominios de Qin recién anexados. Aunque el emperador Qin salió victorioso contra los reinos de Yue, la dominación china fue breve y el colapso de la dinastía Qin consiguió recuperar a los pueblos Yue su independencia.

### Nanyue

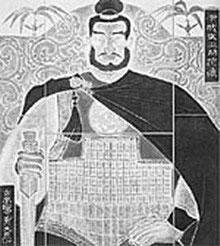
El emperador Zha Tuo, fundador del reino de Nanyue.

En el 208 a. C., el general renegado chino de Qin, Zhao Tuo había llegado al asentamiento fortificado de Ciudadela de Co Loa, capital del estado de Âu Lạc. Allí, derrotó a An Dương Vương y estableció el reino de Nanyue durante el mismo año. Para el final de la dinastía Qin, muchas rebeliones campesinas consiguieron de Zhao Tuo reclamar la independencia del gobierno imperial y fue declarado emperador de Nanyue en el 207 a. C., después de conseguir que los campesinos se alzasen contra el muy despreciado emperador Qin Shi. Con los cambios dinásticos, las guerras y las invasiones extranjeras, los chinos de la etnia Han que vivían en el centro de China se vieron obligados a expandirse a las regiones bárbaras desconocidas y del sur. Durante mucho tiempo, las partes meridionales de la China contemporánea y el norte de Vietnam se consideraban una región bárbara, ya que estaba poblada por numerosas minorías no chinas. Zhao abrió Guangxi y el sur de China a la inmigración de cientos de miles de chinos Han y el reino de Nanyue se estableció después del colapso de la dinastía Qin en el año 204 antes de Cristo. Zhao estableció su capital en Panyu (Guangzhou moderno) y dividió su imperio en siete provincias, que fueron administradas por una mezcla de chinos Han y señores feudales de Yue. En su apogeo, Nanyue era el más fuerte de los estados de Yue, con Zhao declarándose emperador y recibiendo lealtad de los reyes vecinos.